# Белорусско-турецкие отношения
Белорусско-турецкие отношения — двухсторонние дипломатические отношения между Белоруссией и Турцией, установленные 25 марта 1992 года.
Государства являются странами-партнëрами БРИКС.

## Двухсторонние отношения

### Торговля
Динамика внешней торговли в 2011—2019 годах (млн долларов):
Крупнейшие позиции белорусского экспорта в Турцию в 2017 году (более 10 млн долларов):
- Калийные удобрения (28,6 млн долларов);
- Соединения, содержащие функциональную нитрильную группу (27,6 млн долларов);
- Полуфабрикаты из нелегированной стали (20,2 млн долларов).

Крупнейшие позиции белорусского импорта из Турции в 2017 году:
- Томаты (133,1 млн долларов);
- Трикотажные полотна прочие (64,8 млн долларов);
- Трикотажные полотна шириной более 30 см с эластаном (29,3 млн долларов);
- Овощи прочие (26 млн долларов);
- Фрукты свежие прочие (25,5 млн долларов);
- Обувь из натуральной кожи (23,9 млн долларов);
- Виноград свежий и сушеный (22,9 млн долларов);
- Ткани из синтетических комплексных нитей (18,8 млн долларов);
- Запчасти для автомобилей и тракторов (18,7 млн долларов);
- Абрикосы, вишня, черешня, персики, сливы (15,7 млн долларов);
- Цитрусовые (15 млн долларов);
- Нити комплексные синтетические (14,5 млн долларов);
- Яблоки, груши, айва свежие (13,9 млн долларов);
- Бельё постельное, столовое (12,9 млн долларов);
- Свитеры, пуловеры, кардиганы, жилеты (11,9 млн долларов);
- Одежда мужская текстильная (10,9 млн долларов);
- Пряжа из синтетических волокон (10,7 млн долларов);
- Одежда женская текстильная (10,5 млн долларов);
- Тюль и прочие ткани, кроме трикотажного полотна (10,3 млн долларов).

По информации посольства Белоруссии в Турции, в 2018 году товарооборот между двумя государствами составил 983 млн долларов. Основные позиции белорусского экспорта являются калийные удобрения, льняные ткани, поликарбоновые кислоты; синтетические волокна; проволока из нелегированной стали, древесина, газетная бумага.

### Межпарламентское сотрудничество
Парламентами Беларуси и Турции учреждена совместная Группа дружбы.

### Культурные связи
В 2016 году в Турции прошли дни белорусской культуры. В 2017 году в Белоруссии проведены дни турецкой культуры.

### Научная сфера
В ноябре 2016 г. в ходе визита Президента Турецкой Республики Реджепа Эрдогана в Минск подписано соглашение о сотрудничестве в области науки и технологий. На данный момент идет реализация совместных проектов фундаментальных научных исследований в области микробиологии и физики, а также проводятся консультации о новых инновационных проектах в сферах нано- и IT-технологий, сверхновых материалов.

### Туризм
Турция является одним из самых популярных туристических маршрутов для граждан Белоруссии. Ежегодно страну посещают около 200 000 белорусов, чему способствует соглашение об взаимной отмене виз 2013 года.

## Инциденты
- В 1994 году КГБ обвинил двух белорусских журналистов в шпионаже в пользу Турецкой Республики. Параллельно были высланы двое атташе турецкого посольства. В ответ Турция временно приостановила все контакты с Белоруссией и выделение кредита в 100 миллионов долларов[10].

## Дипломатические представительства
- Белоруссия имеет посольство в Анкаре[11] и генеральное консульство в Стамбуле[12]. Чрезвычайный и полномочный посол Белоруссии в Турции — Анатолий Анатольевич Глаз.
- Турция имеет посольство в Минске[13]. Чрезвычайный и полномочный посол Турции в Белоруссии — Гючлю Джем Ышик.